# Tutto va bene quando facciamo l'amore
Tutto va bene quando facciamo l'amore è il primo singolo estratto da Domani è un'altra notte, disco di debutto di Alex Rossi, pubblicato dall'etichetta discografica Kwaidan Records e distribuito dall'etichetta discografica !K7 Records. Ad eccezione di alcuni intermezzi parlati, il testo della canzone è unicamente “Tutto va bene quando facciamo l'amore”..
Oltre ad essere stata anticipata da un videoclip, per la regia di Marco Dos Santos pubblicato il 13 giugno 2019, e inserita nell'album pubblicato il 29 novembre 2019, la traccia è stato pubblicata in diversi formati: 1° singolo, pubblicato il 14 giugno 2019, EP di remix, pubblicato il 20 settembre 2019, 45 giri, pubblicato il 24 ottobre 2020, 2° singolo remix con Ken Laszlo, pubblicato il 29 novembre 2022 , 3° singolo remix, pubblicato il 6 gennaio 2023, 4° singolo remix, pubblicato il 3 febbraio 2023, e 5° singolo remix, pubblicato il 3 marzo 2023. Un edit è stato pubblicato a nome Lifelike vs. Alex Rossi - Italo amour (Musumeci edit).
Il brano viene utilizzato come jingle nel programma Back2Back su Rai Radio 2. Dalla sua uscita il brano ha superato i 10 milioni di ascolti su Spotify. Ha anche raggiunto la posizione 66 nella classifica di iTunes il 6 ottobre 2019.

## Formati
Singolo (CD promo, digitale)
- 2019 - Tutto va bene quando facciamo l'amore (feat. Jo Wedin; Kwaidan Records, KW125)

1. Tutto va bene quando facciamo l'amore – 3:28

EP (CD promo, digitale)
- 2019 - Tutto va bene quando facciamo l'amore (Remixes) (feat. Jo Wedin; Kwaidan Records, KW129)

1. Tutto va bene quando facciamo l'amore – 3:25
2. Tutto va bene quando facciamo l'amore (Lifelike Remix) – 6:19
3. Tutto va bene quando facciamo l'amore (Pilard Extended Version) – 5:36
4. Tutto va bene quando facciamo l'amore (Plaisir de France Remix) – 4:52
5. Tutto va bene quando facciamo l'amore (Yuksek DSKOTK Remix) – 4:08
6. Tutto va bene quando facciamo l'amore (Jabberwocky Remix) – 5:53
7. Tutto va bene quando facciamo l'amore (Plaisir de France Remix - Radio Edit) – 2:36

Singolo (7", digitale)
- 2020 - Solo tu (feat. Calypso Valois; Kwaidan Records; KW141)

1. Solo tu (feat. Calypso Valois) – 3:37
2. Tutto va bene quando facciamo l'amore (feat. Jo Wedin) – 3:35

Singolo (digitale)
- 2020 - Lifelike vs Alex Rossi - Italo amore (Future Disco, NEEDCD039C)

1. Italo amore (Musumeci edit) – 7:27

- 2022 - Tutto va bene quando facciamo l'amore (feat. Ken Laszlo; Kwaidan Records, KW176)

1. Tutto va bene quando facciamo l'amore – 3:24

- 2023 - Tutto va bene quando facciamo l'amore (Alessio Peck Remix; Kwaidan Records)

1. Tutto va bene quando facciamo l'amore (Alessio Peck Remix) – 5:00

- 2023 - Tutto va bene quando facciamo l'amore (FakeFunk Remix; Kwaidan Records)

1. Tutto va bene quando facciamo l'amore (FakeFunk Remix) – 4:50

- 2023 - Tutto va bene quando facciamo l'amore (Marco Maiole Remix; Kwaidan Records)

1. Tutto va bene quando facciamo l'amore (Marco Maiole Remix) – 4:37

## Videoclip
- 2019 - Alex Rossi feat. Jo Wedin - Tutto va bene quando facciamo l'amore (regia e montaggio: Marco Dos Santos; direttore della fotografia: Noémie Gillot; operatore camera: Adrien Manant; direttore di produzione: Gaëlle Ruffier; location: Studio de la Villette, Parigi, Francia)[14]

## Televisione
- 2019 - Alex Rossi feat. Jo Wedin - Tutto va bene quando facciamo l'amore (Live, C à Vous, France 5, 17 giugno 2019[15]

## Crediti
- Testo: Alex Rossi
- Musica: Arnaud Pilard e Julien Barthe
- Arrangiamento: Romain Guerret
- Produzione: Arnaud Pilard e Romain Guerret
- Registrato al Penny Lane Studio e al Kwaidan Studio (Parigi, Francia)
- Missaggio: Julien Galner
- Masterizzazione: Sam John al Precise Mastering (Hawick, Regno Unito)
- Artwork: MotoPlastic
- Fotografia: Marco Dos Santos
- Edizioni musicali: Kwaidan Records
- Distribuzione fisica: !K7
- Distribuzione digitale: IDOL
- Società di diritti d’autore: SACEM

## Formazione
- Alex Rossi: voce
- Sylvain Daniel: basso
- Laurent Bardainne: sassofono
- Jo Wedin: cori

## Colonne sonore
- La canzone è presente nel lungometraggio Clèves (2021) di Rodolphe Tissot.
- La canzone è presente nella serie Les papillons noirs (2022).
- La canzone è presente nella serie Détox (2022).[16]
- La canzone è presente nella campagna pubblicitaria della casa di moda italiana Pucci (2022-2023).
- La canzone è presente nel lungometraggio Iris et les Hommes (2024) di Caroline Vignal.
- La canzone è presente nel lungometraggio Avec ou sans enfants ? (2025) di Elsa Blayau.